# Nietzsche-Archiv
Il Nietzsche-Archiv (Archivio Nietzsche in italiano) è stata la prima istituzione culturale dedicata alla conservazione critico-sistematica ed alla documentazione di tutto ciò che testimonia la vita e le opere del filosofo tedesco Friedrich Nietzsche.
Fondato nel 1894 a Naumburg, trovò definitiva collocazione a Weimar. La sua storia, almeno fino alla metà del XX secolo fu strettamente legata alla sua fondatrice e direttrice per lunghi anni, Elisabeth Förster-Nietzsche, la sorella del filosofo. Sebbene sia stata fin dal principio al centro di violente critiche, l'Archivio fu — fino alla fine della seconda guerra mondiale, una sede di fondamentale importanza per la comprensione del mondo di Nietzsche. Nella Repubblica Democratica Tedesca era affiliato ai Nationale Forschungs- und Gedenkstätten der klassischen deutschen Literatur in Weimar, e formalmente fu disciolto nel 1956. I suoi fondi bibliografici furono messi a disposizione dei ricercatori occidentali, e soprattutto di Giorgio Colli e Mazzino Montinari, che sostituirono le vecchie e controverse edizioni di Nietzsche diffuse dall'Archiv con altre nuove e più affidabili. Nella DDR, comunque, Nietzsche rimaneva sempre un autore proibito, le cui opere erano totalmente bandite.

## Storia
Elisabeth Förster progettò la costituzione di un "archivio Nietzsche" dopo essere rientrata in Germania dal Paraguay nell'autunno del 1893. Lo scopo prefissato era raccogliere le risorse documentali per evitarne la dispersione e garantire un monopolio del loro valore — inconsueto all'epoca.
Dall'inizio degli anni 1890, la popolarità delle opere di Nietzsche nei paesi di lingua tedesca crebbe enormemente. Il Nietzsche-Archiv tentò di aggiudicarsi i diritti legali sulle interpretazioni di Friedrich Nietzsche e delle sue dottrine nei pubblici dibattiti. Non furono solo le biografie curate da Elisabeth Förster-Nietzsche ad alimentare tali dibattiti, ma anche una miriade di articoli di riviste e giornali che scaturivano dall'Archiv e dalle aree culturalmente limitrofe. Elisabeth aveva già iniziato dagli anni giovanili a raccogliere documenti del suo celebre fratello, e prese anzi a comprare le sue lettere, pagandole cifre sostenute. Tale corrispondenza finì per alimentare direttamente o indirettamente la copiosa mole di pubblicazioni di Nietzsche irradiate — in modo più o meno arbitrario — dall'Archiv. Non è escluso, ad ogni modo, che la frenesia editoriale dell'Archiv e il tentativo di colonizzare il retaggio del filosofo "profeta di Zarathustra" nascondessero in realtà mere finalità economiche.
Nel 1894 Eduard von der Hellen fu assunto come archivista.

## Controversie
Vari documenti contenuti nell'archivio, come si è appreso in seguito, sono stati manomessi dalla fondatrice durante gli ultimi mesi di vita del filosofo, nonché dopo la sua morte. Pare che le accuse di filonazismo rivolte al filosofo siano dovute proprio a tali variazioni.
È comunque da rilevare la critica rivolta a questo indirizzo di pensiero dal filosofo Maurizio Ferraris. Secondo la teoria della "sorella parafulmine" Elisabeth Foster Nietzsche avrebbe manomesso i documenti del fratello al fine di creare un'illusoria vicinanza affettiva, per cui gli interventi sarebbero da rilevarsi per lo più nell'epistolario intercorso tra i due. Ulteriore "falsificazione" sarebbe quella attuata durante la compilazione de La volontà di potenza, in cui i frammenti sarebbero stati accorpati e posizionati in maniera arbitraria e non cronologica, ma non modificati, secondo un metodo lasciato postumo dallo stesso Friedrich. Tali interventi e manipolazioni, secondo Ferraris, non avrebbero avuto quindi un fine ideologico e dimostrerebbero l'esistenza di una vena reazionaria presente in tutto il pensiero Nietzchiano e in particolare ben presente nelle ultime opere edite dall'autore, come la Genealogia della morale, Il crepuscolo degli idoli e Al di lá del bene e del male.